# Вулиця Котлярська
Ву́лиця Котля́рська — вулиця у Галицькому районі міста Львова, в історичному центрі Львова. Сполучає вулиці Шпитальну та Балабана. Прилучається вулиця Дарії Гусяк.

## Історія та назва
Вулиця прокладена у 1885 році, а сама назва виникла від того, що на сусідній вулиці Берка Йоселовича (нині — вулиця Маєра Балабана) розташовувалося декілька майстерень з виробництва котлів, зокрема, Нухіма Бальштайна та Соломона Шранца. За радянських часів, 1946 року, була перейменована на вулицю Котельну і лише 1993 року, вже за часів незалежності, вулиці повернена історична назва.

## Забудова
Вулиця Котлярська забудована переважно триповерховими (є одна чотириповерхова) кам'яницями кінця XIX — початку XX століть в стилі класицизму та сецесії.
№ 1 — за Польщі тут містилася робітнича споживча спілка «Солідарність», нині — магазин будівельних матеріалів. 
№ 3 — за Польщі була крамниця біжутерії Фрайліха, нині у цьому будинку містяться кафе «Українські страви» та «Чанахи» та магазин «Мисливський рай». 
№ 5 — в кам'яниці у міжвоєнний період містилася крамниця Шадріха з продажу есенції до горілки.
№ 6 — триповерхова кам’яниця з нетиповим фасадом, споруджена у 1890-х роках в стилі історизму. Два ризаліти, у яких влаштовані широкі брами, завершуються аттиками з картушами. В них ще збереглися літери «М» від імені колишнього власника будинку та лазня Менделя Майзельса. Лазня Мейзеса діяла від 1840 року і була однією з найстаріших міських лазень. За радянських часів — лазня № 2 Львівського лазнево-ванного тресту з пральнею самообслуговування, що працювала тут до 1990-х років. Нині тут містяться Шевченківський відділ реєстрації актів цивільного стану та Шевченківський відділ Державної виконавчої служби Львівського міського управління юстиції.
№ 8 — триповерхова чиншова кам'яниця родини Кранців, споруджена у 1890-х роках в стилі історизму. Під центральним аттиком на третьому поверсі зберігся балкон з металевим неоренесансним поруччям. На першому поверсі збереглися старі металеві жалюзі та рекламні написи польською та їдиш, зокрема палітурника та торговця канцелярськими товарами Озіаша Лайба Шахта. На початку XX століття Яків Штрог провадив в кам'яниці «Гебрейську кухню», а на подвір'ї функціонувала фабрика ниток «Золотий корабель» Якуба Заума. Нині тут міститься відома львівська кав'ярня «Штука». 2007 року власник кав'ярні відновив оригінальні рекламні написи польських часів на стінах закладу.
У 2022 році за ініціативи адміністрації кав'ярні» Штука» та активних мешканців вулиці розпочалися роботи з оновлення фасаду кам'яниці. Аби відновити фасад будівлі, здійснили реставрацію аттика, ремонт системи водовідведення, реставрацію еркера, розети та ліпнин, демонтаж антен, кабелів, що звисали, відновлення декоративних елементів та фарбування фасаду. Зрештою завдяки спільним зусиллям мешканців, бізнесу та підрядників на початку зими 2024 року роботи були завершені. Також відновили втрачені вази, а на рівні першого поверху залишили відкритими відреставровані студентами Львівської національної академії мистецтв автентичні написи.
№ 16 — тут у 1950-х роках діяла лазня й перукарня, нині — майстерня з ремонту одягу.
На вулицю Котлярську виходить східний фасад колишньої школи імені Тадеуша Чацького (нині Львівський технологічний ліцей при Таманській, 11). На розі Котлярської та Шпитальної розташований будинок, при вулиці Шпитальній, 18, на фасаді якого від вулиці Котлярської становлена меморіальна таблиця, яка засвідчує, що у цьому будинку 1906 року мешкав відомий класик єврейської літератури Шолом-Алейхем. Тут він написав оповідання «Йосиф», «Два антисеміти».

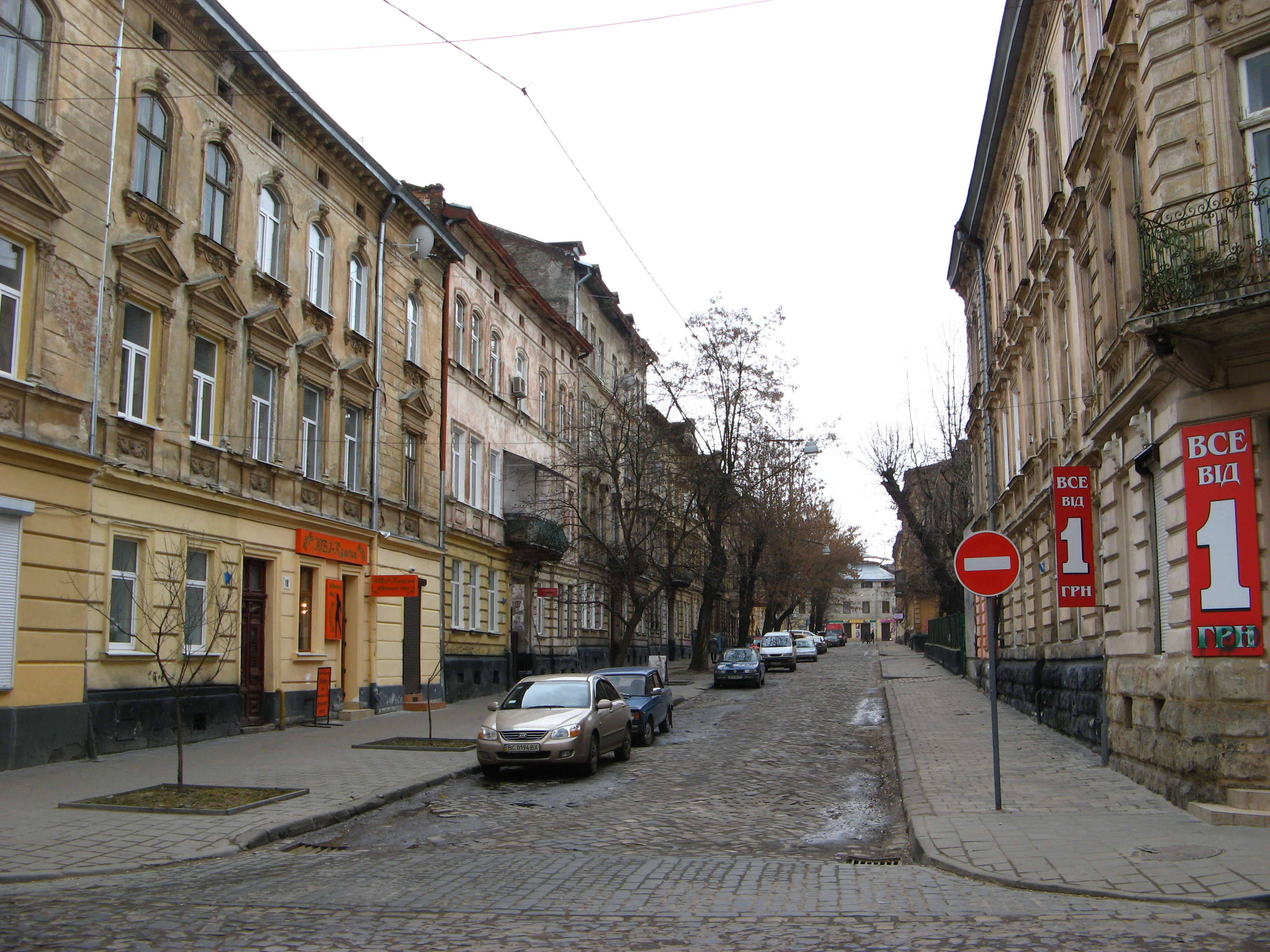
Вигляд на Котлярську з вулиці Балабана
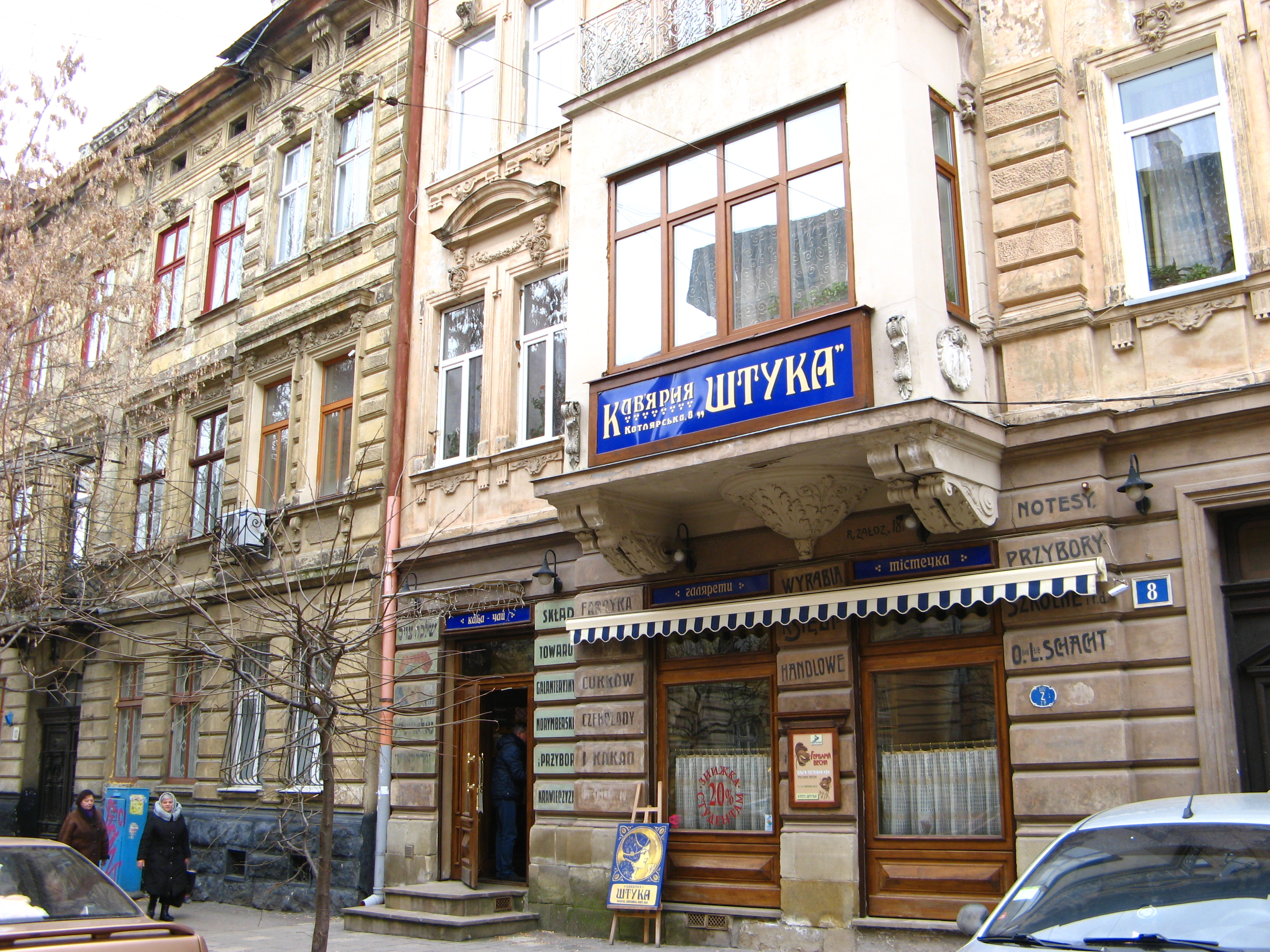
Кав'ярня «Штука»
Меморіальна таблиця на честь Шолом-Алейхема